# Similosodus variolosus
Similosodus variolosus är en skalbaggsart som först beskrevs av Stefan von Breuning 1938.  Similosodus variolosus ingår i släktet Similosodus och familjen långhorningar. Inga underarter finns listade i Catalogue of Life.